# 澤列涅 (巴甫洛格勒區)
48°39′19″N 36°15′52″E / 48.65528°N 36.26444°E
澤列涅（烏克蘭語：Зелене），是烏克蘭的村落，位於該國中部第聶伯羅彼得羅夫斯克州，由巴甫洛格勒區負責管轄，處於大捷爾尼夫卡河畔，海拔高度81米，2001年人口136。